# Динамо (Майдлінг)
ФК «Дина́мо Майдлінг» Відень (нім. FC Dynamo Meidling Wien) — австрійський футбольний клуб з району Відня Майдлінг, заснований 2003 року. Виступає в Чемпіонаті Відня. Домашні матчі приймає на стадіоні «Шпортплац АСК Ерлаа», місткістю 1 000 глядачів.